# Motteville
Pour les articles homonymes, voir Motteville (homonymie).
Motteville est une commune française située dans le département de la Seine-Maritime en région Normandie.

## Géographie

### Localisation
| Grémonville  | Criquetot-sur-Ouville | Saint-Martin-aux-Arbres |
| Flamanville  | Motteville            | Auzouville-l'Esneval    |
| Écalles-Alix | Croix-Mare            | Mesnil-Panneville       |

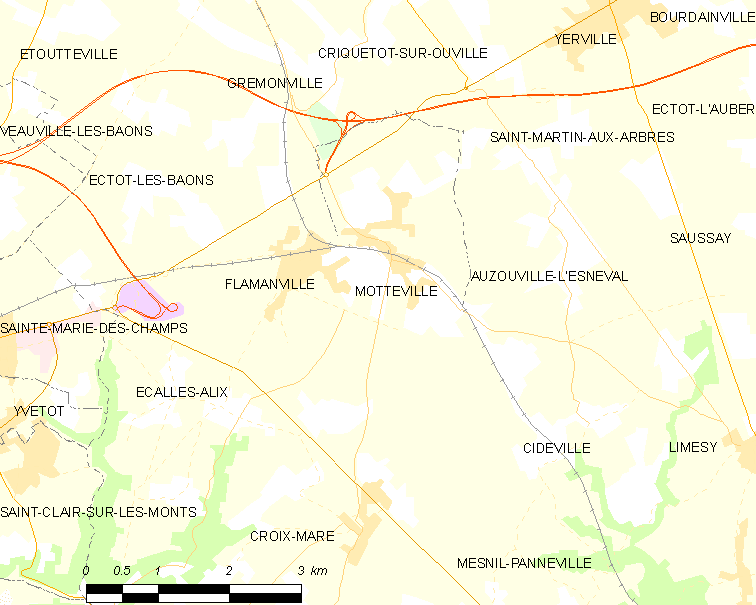
Carte de la commune.
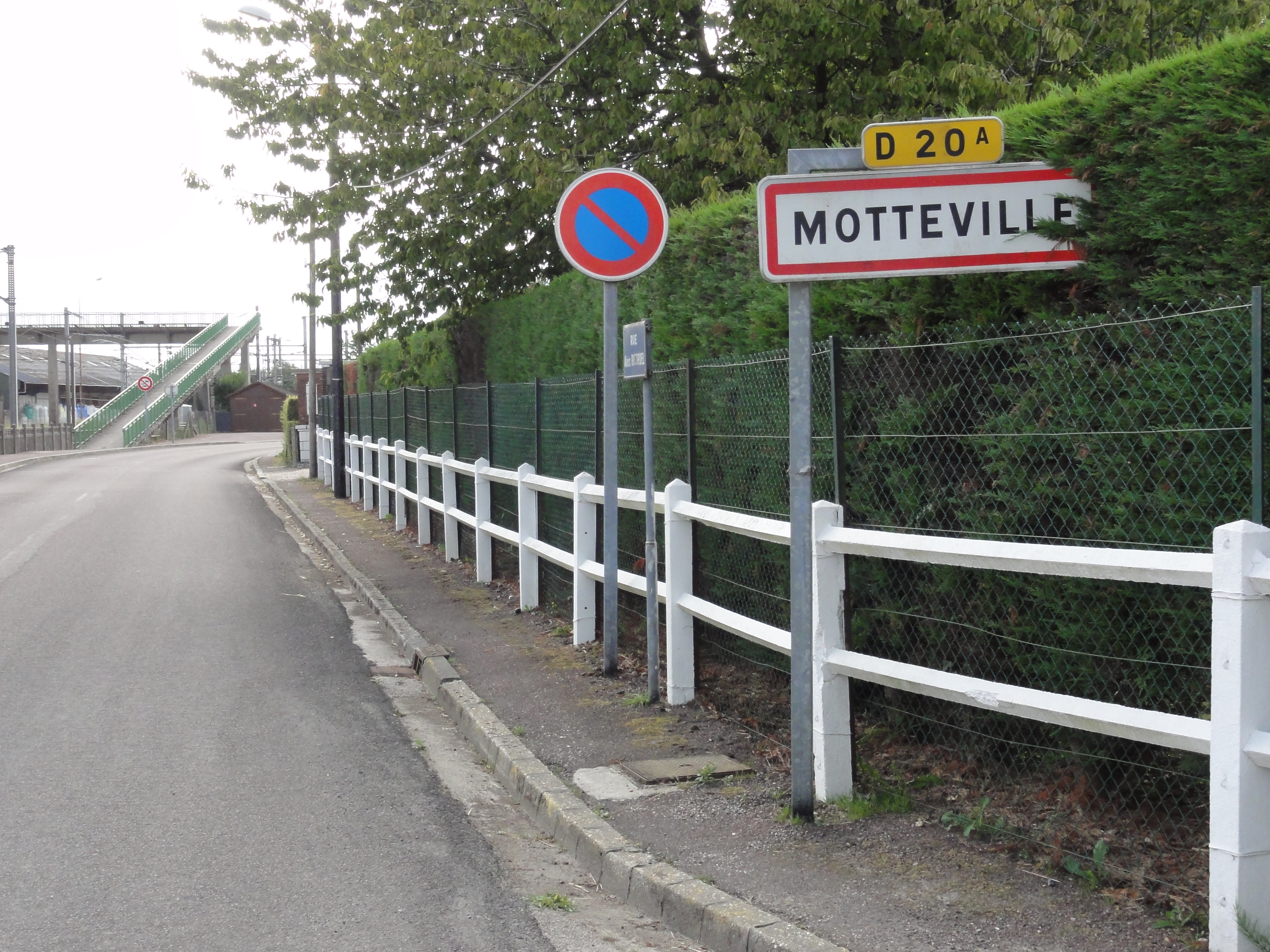
Entrée de Motteville.
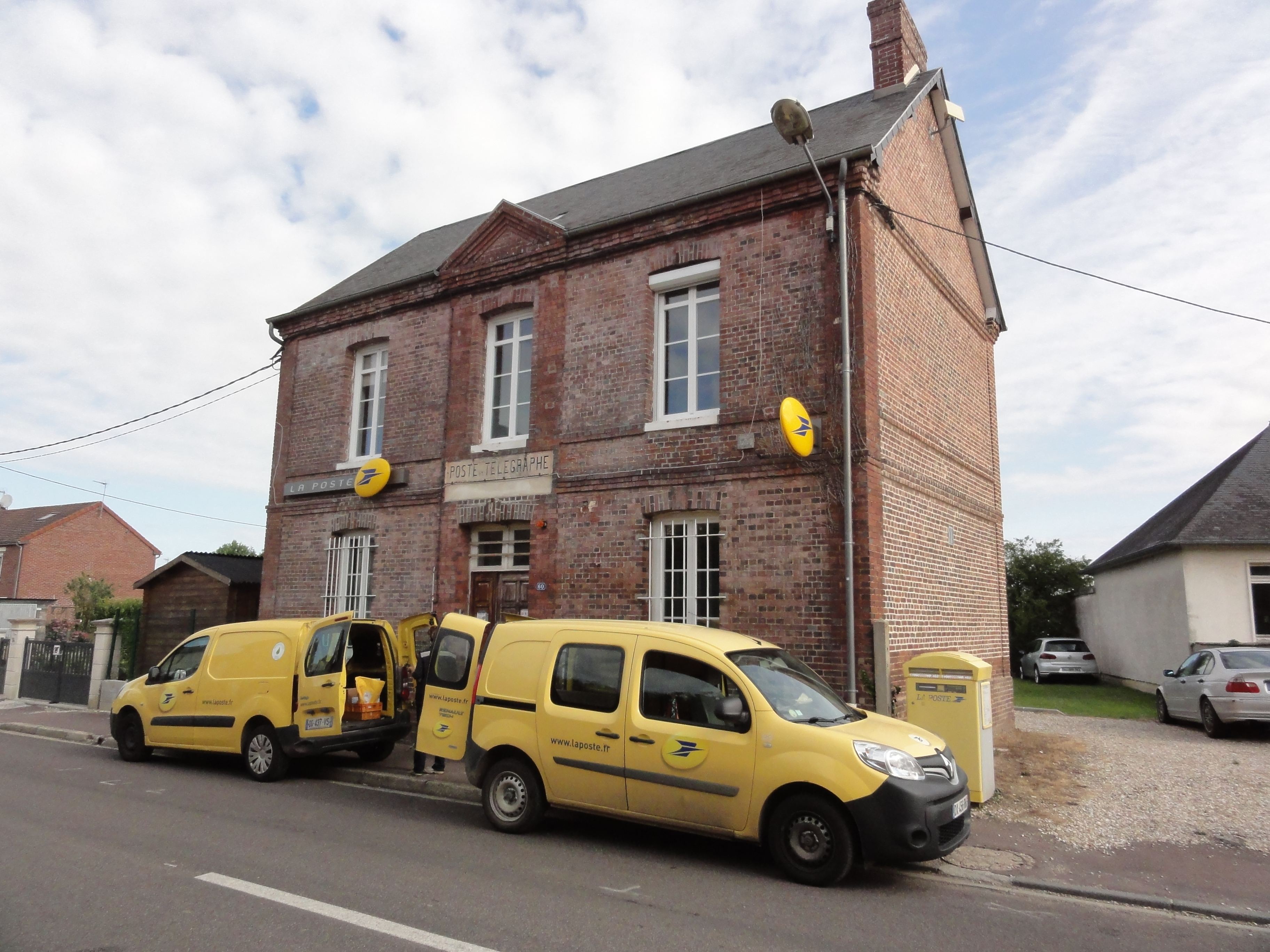
Le bureau de la Poste.

### Hydrographie
La commune est située dans le bassin Seine-Normandie. Elle n'est drainée par aucun cours d'eau,.

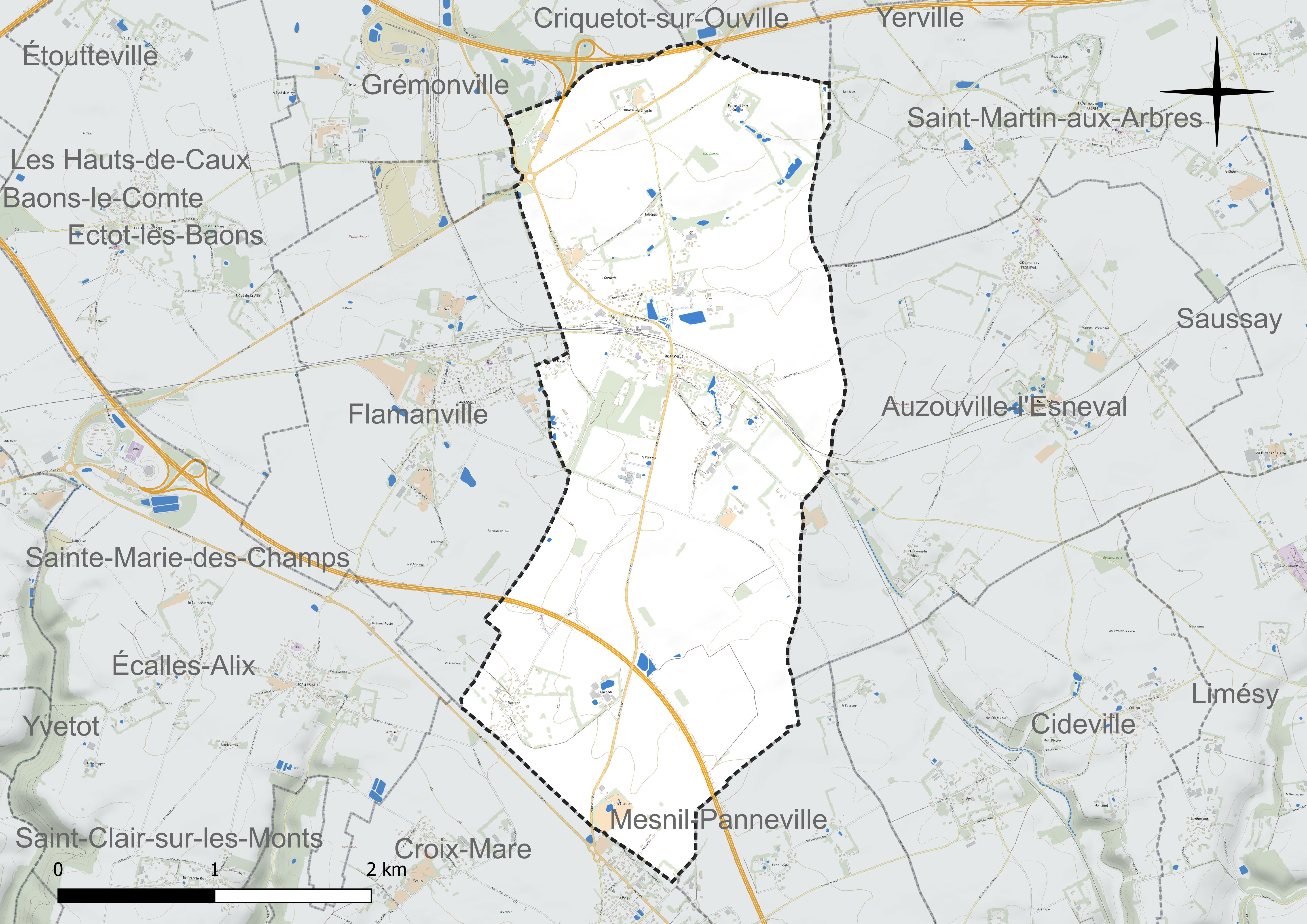
Réseau hydrographique de Motteville.

### Climat
Pour des articles plus généraux, voir Climat de la Normandie et Climat de la Seine-Maritime.
En 2010, le climat de la commune est de type climat océanique altéré, selon une étude du CNRS s'appuyant sur une série de données couvrant la période 1971-2000. En 2020, Météo-France publie une typologie des climats de la France métropolitaine dans laquelle la commune est exposée à un climat océanique et est dans la région climatique Côtes de la Manche orientale, caractérisée par un faible ensoleillement (1 550 h/an) ; forte humidité de l’air (plus de 20 h/jour avec humidité relative > 80 % en hiver), vents forts fréquents. Parallèlement le GIEC normand, un groupe régional d’experts sur le climat, différencie quant à lui, dans une étude de 2020, trois grands types de climats pour la région Normandie, nuancés à une échelle plus fine par les facteurs géographiques locaux. La commune est, selon ce zonage, exposée à un « climat maritime », correspondant au Pays de Caux, frais, humide et pluvieux, légèrement plus frais que dans le Cotentin.
Pour la période 1971-2000, la température annuelle moyenne est de 10,3 °C, avec une amplitude thermique annuelle de 14 °C. Le cumul annuel moyen de précipitations est de 946 mm, avec 13,7 jours de précipitations en janvier et 8,9 jours en juillet. Pour la période 1991-2020, la température moyenne annuelle observée sur la station météorologique la plus proche, située sur la commune d'Ectot-lès-Baons à 4 km à vol d'oiseau, est de 10,8 °C et le cumul annuel moyen de précipitations est de 905,5 mm,. Pour l'avenir, les paramètres climatiques de la commune estimés pour 2050 selon différents scénarios d’émission de gaz à effet de serre sont consultables sur un site dédié publié par Météo-France en novembre 2022.

## Urbanisme

### Typologie
Au 1er janvier 2024, Motteville est catégorisée commune rurale à habitat dispersé, selon la nouvelle grille communale de densité à sept niveaux définie par l'Insee en 2022.
Elle est située hors unité urbaine. Par ailleurs la commune fait partie de l'aire d'attraction de Rouen, dont elle est une commune de la couronne,. Cette aire, qui regroupe 317 communes, est catégorisée dans les aires de 200 000 à moins de 700 000 habitants,.

### Occupation des sols
L'occupation des sols de la commune, telle qu'elle ressort de la base de données européenne d’occupation biophysique des sols Corine Land Cover (CLC), est marquée par l'importance des territoires agricoles (93 % en 2018), en diminution par rapport à 1990 (93,9 %).
La répartition détaillée en 2018 est la suivante : terres arables (66,6 %), prairies (26,4 %), zones urbanisées (6,4 %), milieux à végétation arbustive et/ou herbacée (0,6 %).

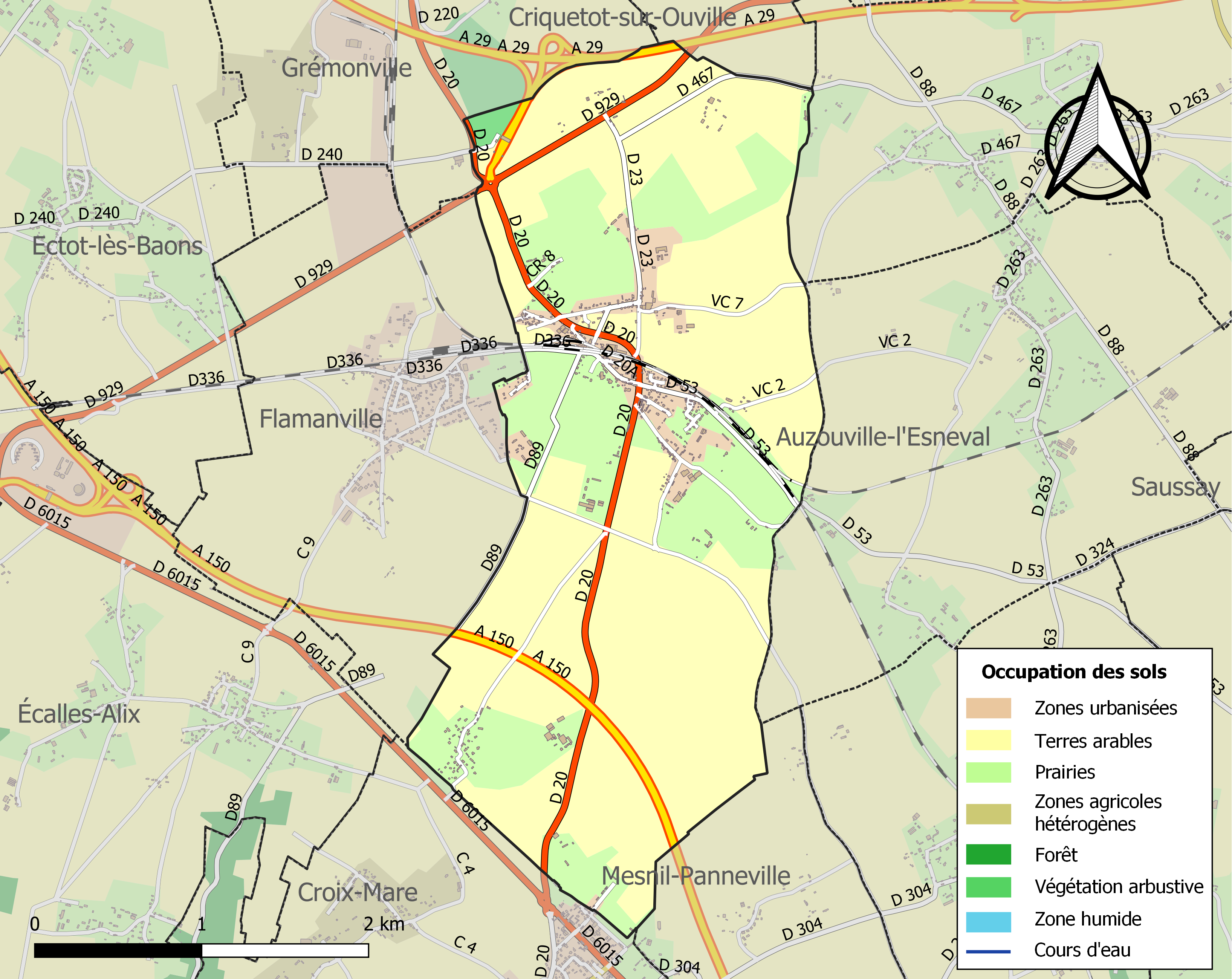
Carte des infrastructures et de l'occupation des sols de la commune en 2018 (CLC).

L'évolution de l’occupation des sols de la commune et de ses infrastructures peut être observée sur les différentes représentations cartographiques du territoire : la carte de Cassini (XVIIIe siècle), la carte d'état-major (1820-1866) et les cartes ou photos aériennes de l'IGN pour la période actuelle (1950 à aujourd'hui).

### Voies de communication et transports
- Gare de Motteville.

La commune est desservie par la ligne de car régional Nomad 526 qui va à Rouen.

## Toponymie
Le nom de la localité est attesté sous les formes Malte ville et Maltevilla en 1059, Motteville en 1793 et en 1801.
Contrairement à ce que laisserait penser la graphie et la prononciation actuelle, le premier élément est sans rapport avec une motte.
Les formes de 1059 (entre autres) montre clairement qu'il s'agit d'une graphie fallacieuse pour *Mauteville, terme en -ville, au sens ancien de « domaine rural ». Il est précédé comme c'est le plus souvent le cas d'un nom de personne. Il s'agit ici de l'anthroponyme vieux danois Malti qui est un hypocoristique du nom de personne germanique Helmold ou éventuellement un autre anthroponyme basé sur l'élément germanique mahal « assemblée ».
Le village s'est appelé jadis Motteville l'Esneval, justement pour le différencier d'avec Mautheville-sur-Durdent, homonyme avant la Révolution française.
Au cours de la Révolution française, la commune, alors nommée Motteville-Lesneval, prit le nom de Motteville et le conserva.

## Histoire

### Temps modernes
En 1567, la seigneurie de Motteville est acquise par Georges Langlois,.

### Époque contemporaine
Le 18 juillet 1975, un incendie détruit l'aile nord du château. Dans la nuit du 16 au 17 janvier 1982, c'est le chœur de l'église qui est la proie des flammes. Un autre incendie détruit la salle des fêtes le 11 novembre 2007.

### Vie associative et sportive

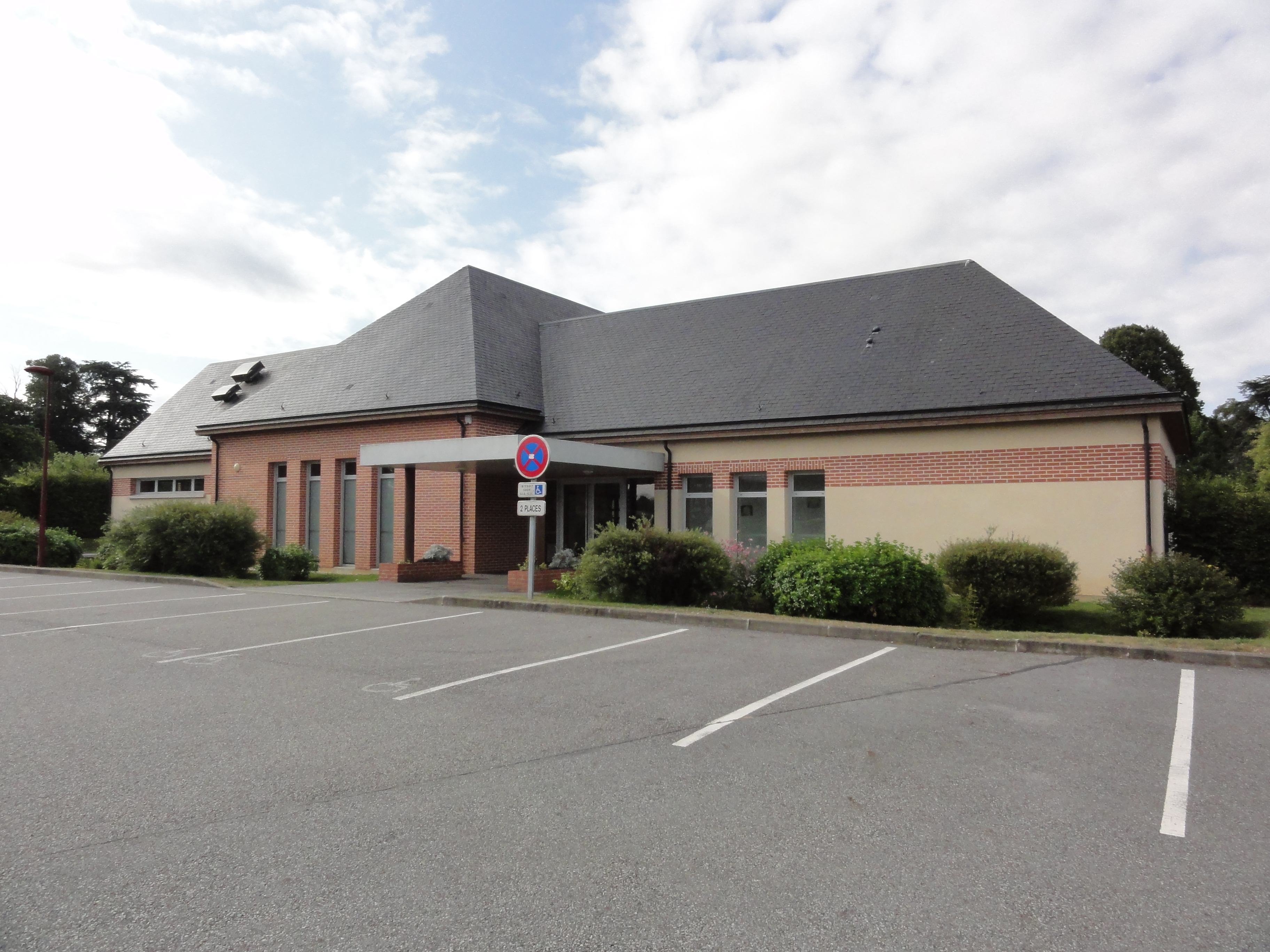
Salle des fêtes.

## Politique et administration
| Période                                  | Période      | Identité               | Étiquette | Qualité                                                      |
| ---------------------------------------- | ------------ | ---------------------- | --------- | ------------------------------------------------------------ |
| Les données manquantes sont à compléter. |              |                        |           |                                                              |
| 1902                                     |              | de Germiny             |           |                                                              |
| 1908                                     |              | de Germiny             |           |                                                              |
|                                          | janvier 1944 | Bernardin Boulet       |           | Déclaré démissionnaire d'office par le Gouvernement de Vichy |
| Les données manquantes sont à compléter. |              |                        |           |                                                              |
| 1965                                     | mars 1977    | Alexis Ricordel        |           |                                                              |
| mars 1977                                | mars 2001    | Jean Montier           |           | Agriculteur                                                  |
| mars 2001                                | 2014         | Élisabeth Petit        |           |                                                              |
| 2014                                     | mai 2020     | Marie-France Beaudouin |           | Retraitée SNCF                                               |
| mai 2020,                                | En cours     | Eric Halbourg          |           | Restaurateur                                                 |

## Démographie
L'évolution du nombre d'habitants est connue à travers les recensements de la population effectués dans la commune depuis 1793. Pour les communes de moins de 10 000 habitants, une enquête de recensement portant sur toute la population est réalisée tous les cinq ans, les populations de référence des années intermédiaires étant quant à elles estimées par interpolation ou extrapolation. Pour la commune, le premier recensement exhaustif entrant dans le cadre du nouveau dispositif a été réalisé en 2004.

En 2022, la commune comptait 768 habitants, en évolution de −4,24 % par rapport à 2016 (Seine-Maritime : +0,35 %, France hors Mayotte : +2,11 %).
| 1793 | 1800 | 1806 | 1821 | 1831 | 1836 | 1841 | 1846 | 1851 |
| ---- | ---- | ---- | ---- | ---- | ---- | ---- | ---- | ---- |
| 500  | 541  | 575  | 528  | 532  | 606  | 589  | 601  | 622  |

| 1856 | 1861 | 1866 | 1872 | 1876 | 1881 | 1886 | 1891 | 1896 |
| ---- | ---- | ---- | ---- | ---- | ---- | ---- | ---- | ---- |
| 609  | 613  | 600  | 575  | 572  | 548  | 607  | 549  | 542  |

| 1901 | 1906 | 1911 | 1921 | 1926 | 1931 | 1936 | 1946 | 1954 |
| ---- | ---- | ---- | ---- | ---- | ---- | ---- | ---- | ---- |
| 508  | 517  | 537  | 533  | 518  | 525  | 550  | 534  | 593  |

| 1962 | 1968 | 1975 | 1982 | 1990 | 1999 | 2004 | 2006 | 2009 |
| ---- | ---- | ---- | ---- | ---- | ---- | ---- | ---- | ---- |
| 553  | 604  | 620  | 666  | 706  | 730  | 720  | 719  | 752  |

| 2014 | 2019 | 2022 | - | - | - | - | - | - |
| ---- | ---- | ---- | - | - | - | - | - | - |
| 791  | 765  | 768  | - | - | - | - | - | - |

### Enseignement

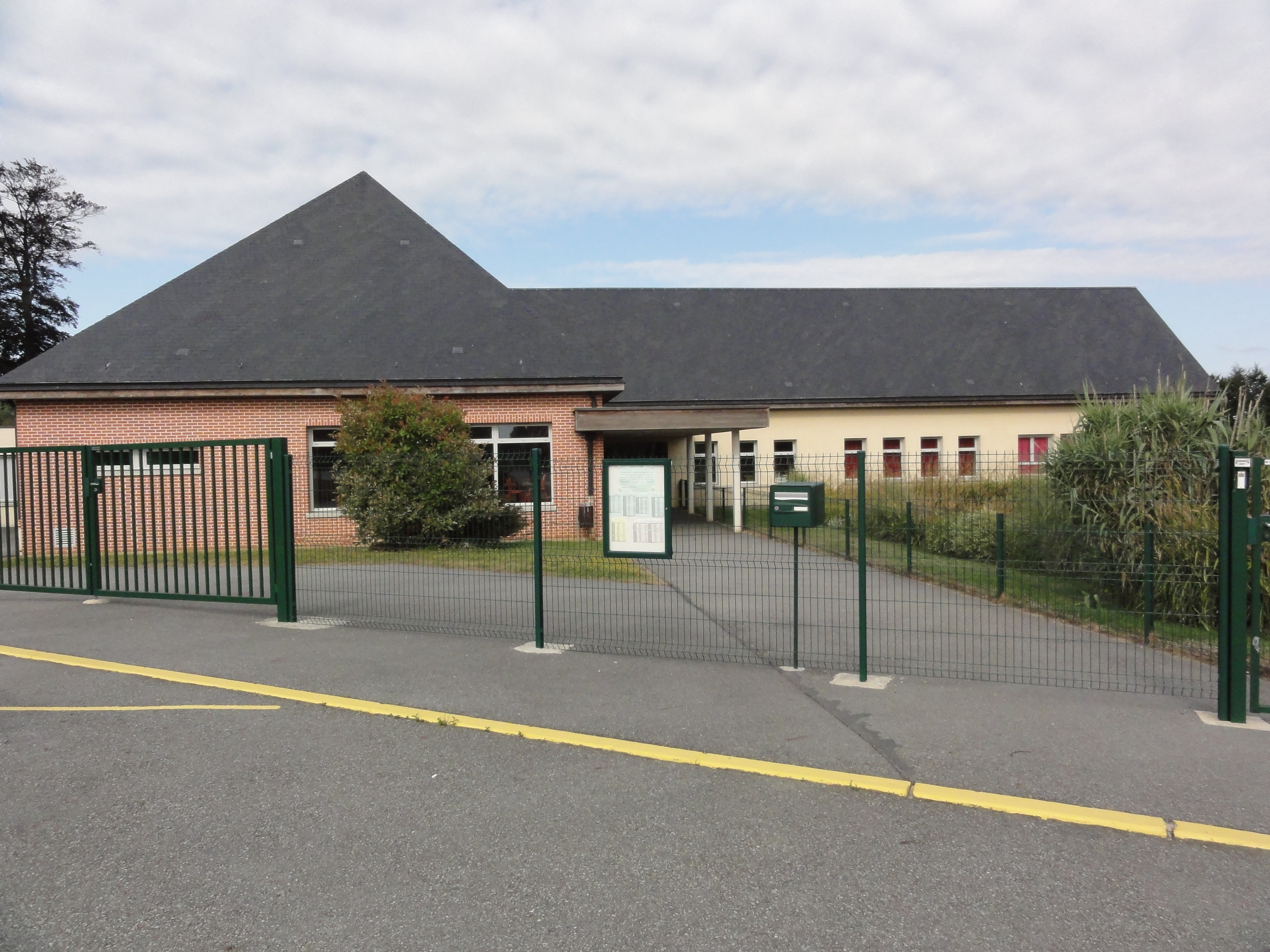
L'école
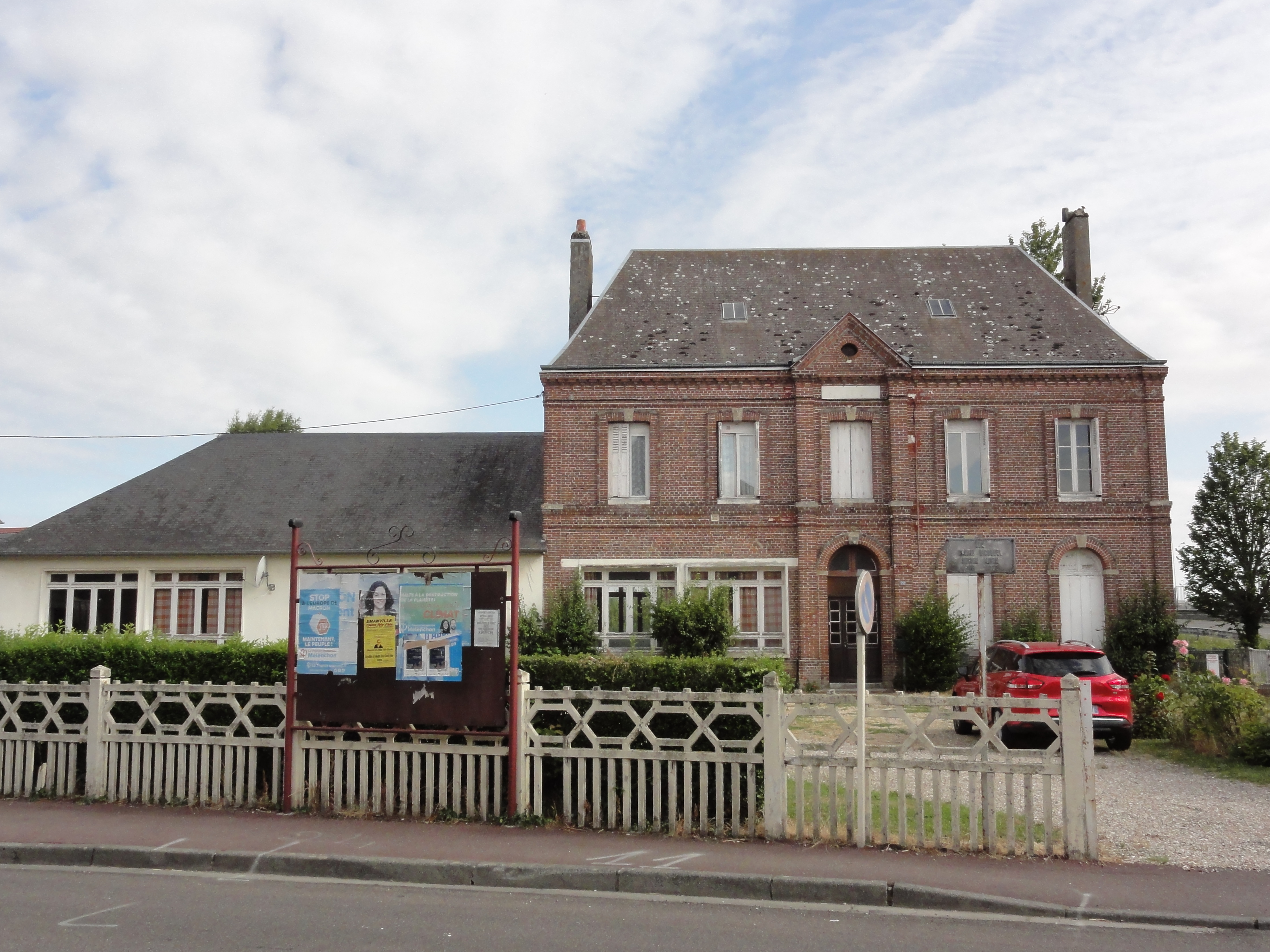
L'ancienne école.

## Culture locale et patrimoine

### Lieux et monuments

#### Église

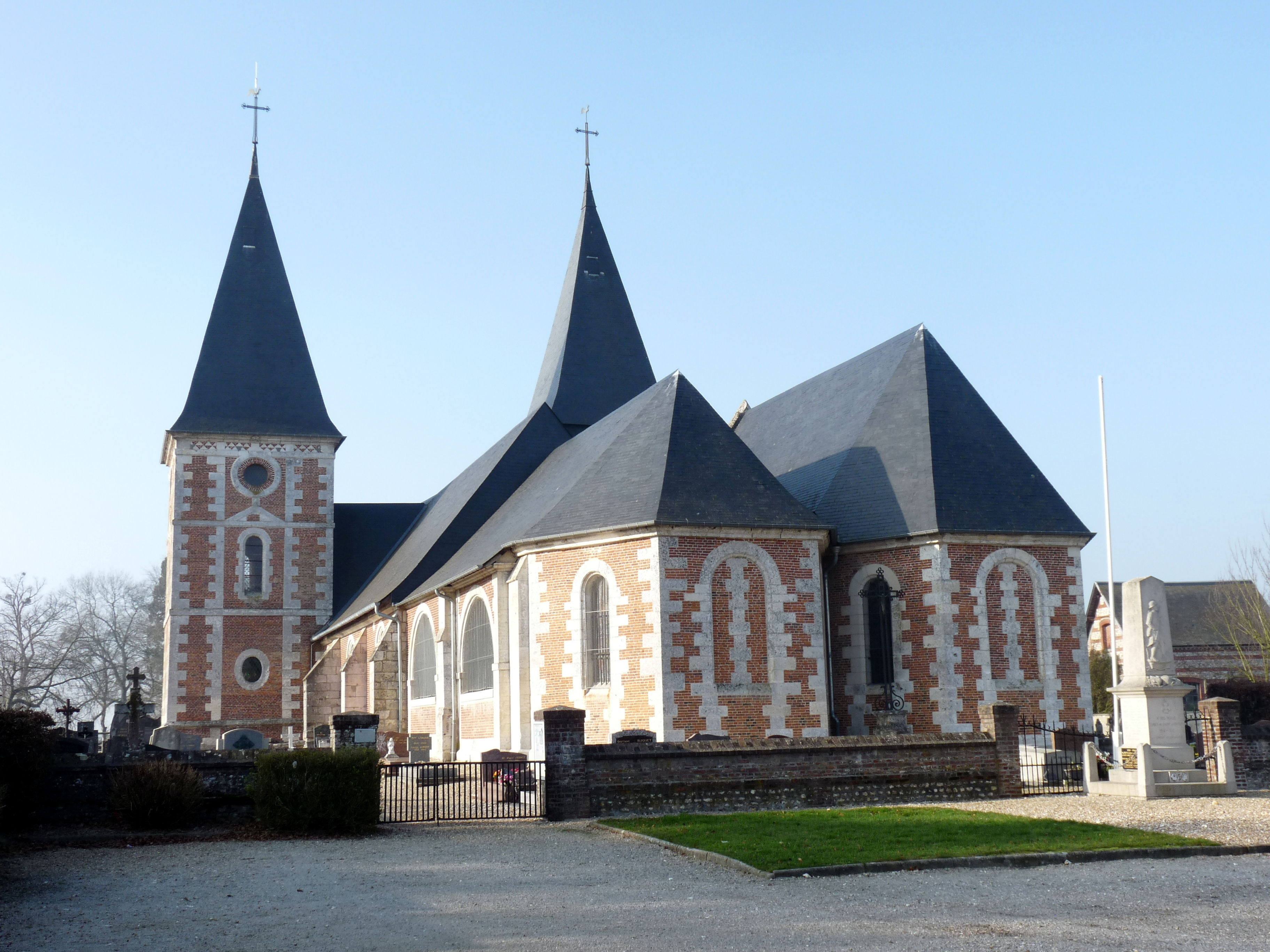
La collégiale Saint-Michel.

Ancienne collégiale Saint-Michel de Motteville des XIIIe et XVIIe siècles inscrite au titre des monuments historiques depuis le 24 novembre 1926.

#### Château
En 1574, la terre de Motteville est démembrée de la baronnie d'Esneval et érigée en quart de fief en faveur des Langlois, premiers présidents de la cour des comptes de Rouen. Ceux-ci font édifier le château (inscrit à l'Inventaire général du patrimoine culturel) au 1er quart du XVIIe siècle, et l'église.
Le château incendié en 1975, livré aux intempéries et au vandalisme, s'est définitivement écroulé en 2004. Seule subsiste l'orangerie du XVIIe siècle, restaurée en 1986.

#### Base de V1

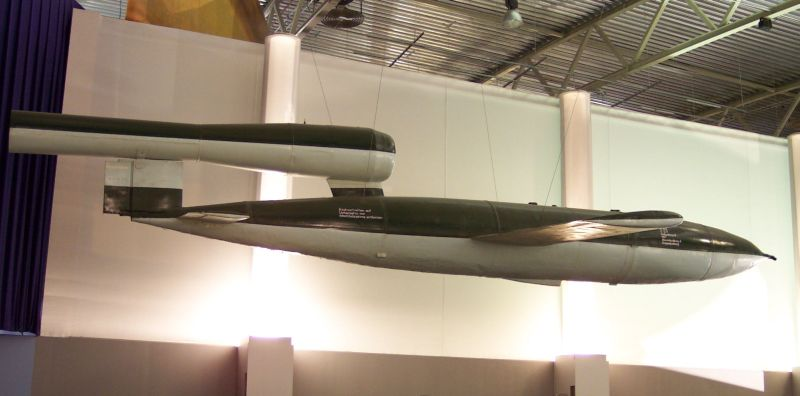
Modèle Fiessler Fi 103 aka V1.

Issue de la première génération de sites modifiés programmée le 6 janvier 1944, la base de V1 de Motteville en présente toutes les caractéristiques essentielles. Ainsi se compose-t-elle d'un ouvrage amagnétique « Richtbau » bien détaché du centre de préparation dans lequel se regroupent sans exception tous les bâtiments destinés à la préparation du V1.
Son parcours tactique fut chaotique dans la mesure où, édifiée pour être intégrée à la IVe Abteilung (bataillon) du 155 Flak Regiment, elle fut un temps versée à l'éphémère Ve Abteilung destinée à former l'embryon du 255 Flak Regiment, avant de revenir à son unité d'origine.
Achevée mais pas armée, cette base n'a donc jamais ouvert le feu, échappant ainsi à la réplique alliée, et présentant aujourd'hui encore un exceptionnel état de conservation. Offrant la vision peu courante d'un site dans son ultime état de préparation, elle présente par ailleurs la particularité de n'être pas axée sur l'emblématique ville de Londres mais sur celle de Southampton.
Elle se trouve en propriété privée et l'Association de Sauvegarde et de Restauration du Patrimoine Mottevillais est en train de la restaurer en mars 2010,.

### Personnalités liées à la commune
- Françoise de Motteville (1615-1689), femme de lettres française.
- Henri-Charles Le Bègue de Germiny (1778-1843), préfet, pair de France, officier de la Légion d'honneur.
- Charles Le Bègue de Germiny (1799-1871), y est mort.